# Alfonso Lombardi
Alfonso Lombardi, conosciuto anche come Alfonso Cittadella o Alfonso da Ferrara (Ferrara, 1497 circa – Bologna, 1537), è stato uno scultore e medaglista italiano attivo soprattutto a Bologna dove, malgrado l'esistenza relativamente breve, eseguì molte opere, per lo più tuttora presenti nelle chiese più importanti della città.
Lavorò prevalentemente con stucchi e terrecotte, ma dimostrò di saper scolpire il marmo e realizzare formelle in bronzo.

## Biografia e opere

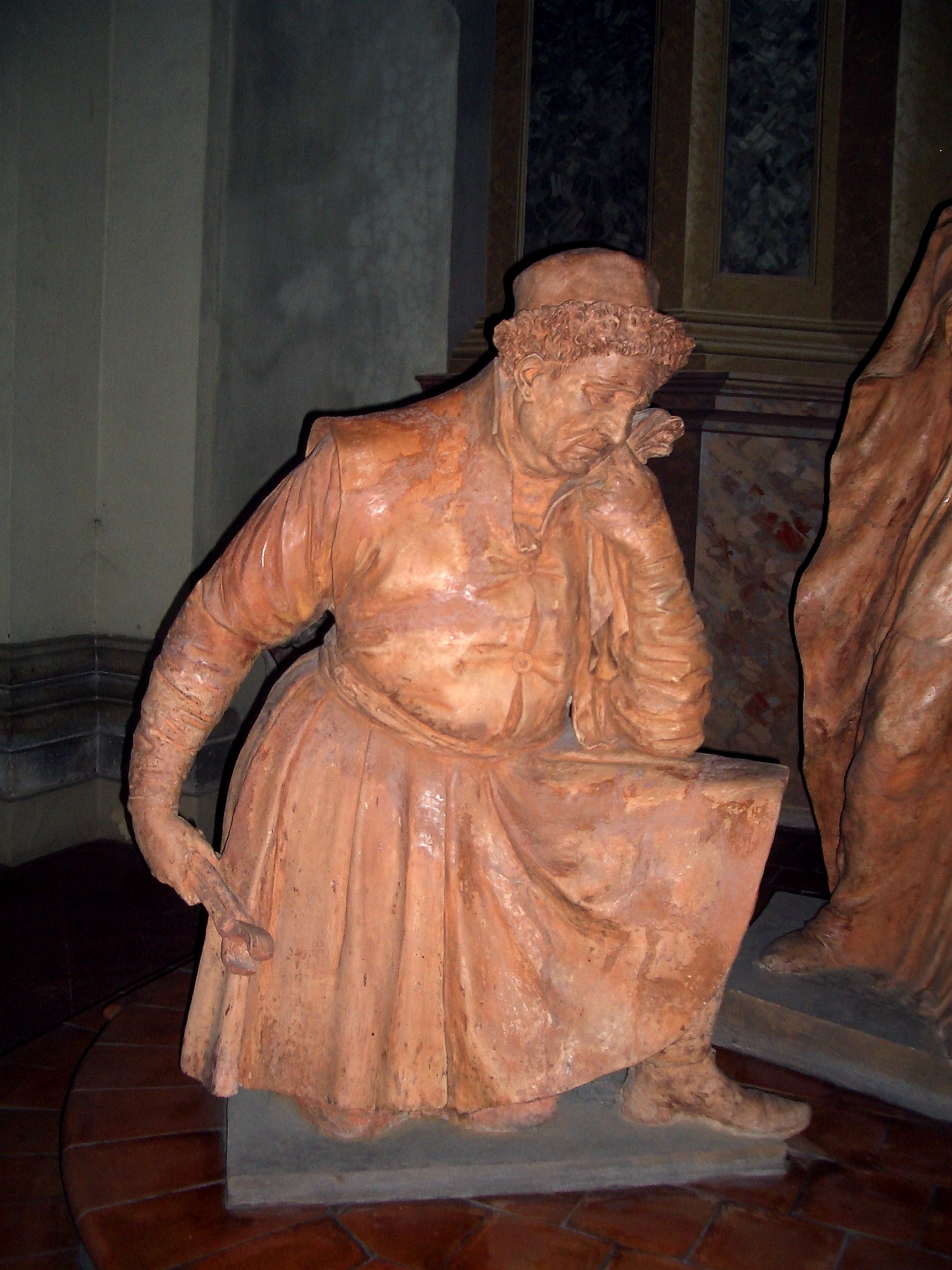
Compianto sul Cristo morto, particolare di Nicodemo, Bologna, Cattedrale di San Pietro

Giorgio Vasari ha dedicato un intero capitolo delle sue Vite alle attività artistiche e alle (non sempre edificanti) vicende personali del Lombardi, segno della fama di cui egli godette nel suo tempo.
Nacque a Ferrara nel 1497, e lì dovette svolgersi il suo apprendistato artistico, lavorando con lo stucco e la terracotta, materiali che continuò poi a prediligere.
Verosimilmente Alfonso si trasferì a Bologna quando era appena ventenne. Sua è la statua in terracotta dipinta in finto bronzo, che si trova a Palazzo d'Accursio, nella Sala d'Ercole raffigurante Ercole che abbatte l'Idra di Lerna, commissionatagli nel 1519, a ridosso della restaurazione pontificia nel governo della città.
Altra opera di carattere pubblico è costituita dalle statue dei Quattro Santi Protettori di Bologna poste sotto il voltone del palazzo del Podestà.

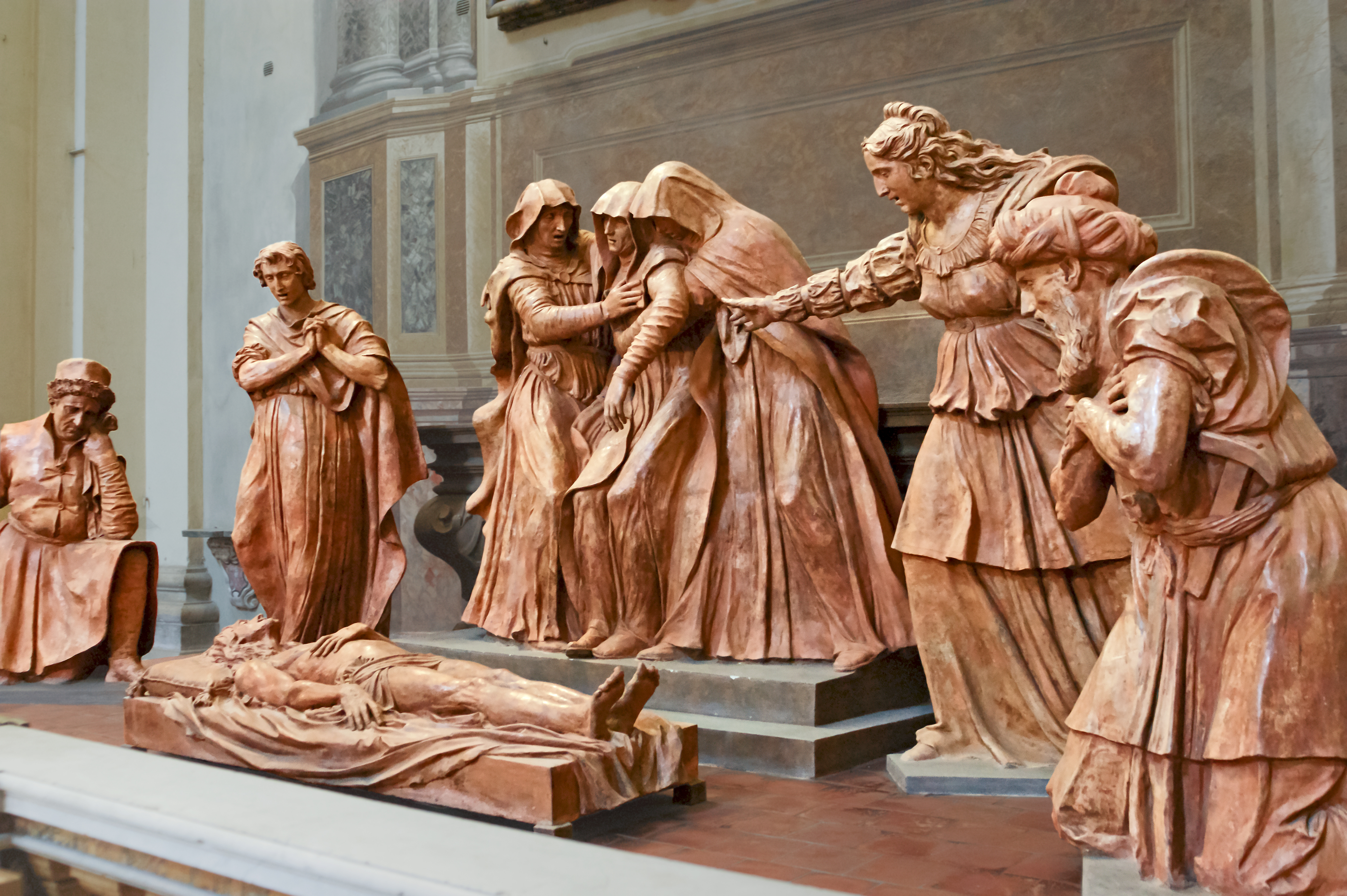
Compianto sul Cristo morto, Bologna, Cattedrale di San Pietro

Nel 1522, sempre a Bologna, fu incaricato di realizzare per l'oratorio di Santa Maria della Vita un gruppo scultoreo di 14 statue raffigurante il Transito della Vergine, da molti considerato la sua opera più bella. In effetti, in queste sculture, Alfonso si dimostra al corrente delle novità classiciste provenienti da Firenze e Roma e cerca di prendere a proprio modello lo stile di Raffaello e di Michelangelo.
Solamente poco più tardi (ca. 1524) è il Compianto sul Cristo morto  realizzato per la cattedrale bolognese di San Pietro. In quest'opera il Lombardi si mostra valido continuatore della tradizione emiliana della scultura in terracotta, che si era espressa al meglio nei gruppi dei mortorii. Egli attenua tuttavia i toni popolari di Guido Mazzoni e quelli angosciosi di Niccolò dell'Arca per assumere aspetti più misurati. Le differenze stilistiche con il gruppo del Transito della Vergine hanno portato qualche critico a metterne in discussione l'attribuzione.
A Bologna lavorò anche nella fabbrica di San Petronio, realizzando alcune formelle per il portale sinistro della basilica.

Fu attivo anche a Ferrara (suoi sono i busti degli Apostoli, ora nella cattedrale della città), a Castel Bolognese (Gruppo del Calvario nella chiesa di San Petronio), a Faenza (Gruppo della Madonna col Bambino e i santi Giovanni Evangelista e Giovanni Battista ora nella Pinacoteca Civica) e in altre città emiliane.
È nella città felsinea, tuttavia, che la sua reputazione si consolidò, anche come ritrattista: Alfonso seppe infatti efficacemente avvalersi dell'occasione della venuta a Bologna di Carlo V per la cerimonia di incoronazione (22 febbraio 1530) facendogli dono di un suo ritratto sotto forma di busto scolpito. È lo stesso Vasari a raccontare l'episodio:
(Giorgio Vasari, Le vite de' più eccellenti architetti, pittori, et scultori italiani, da Cimabue insino a' tempi nostri, edizione per i tipi di L. Torrentino, Firenze 1550)

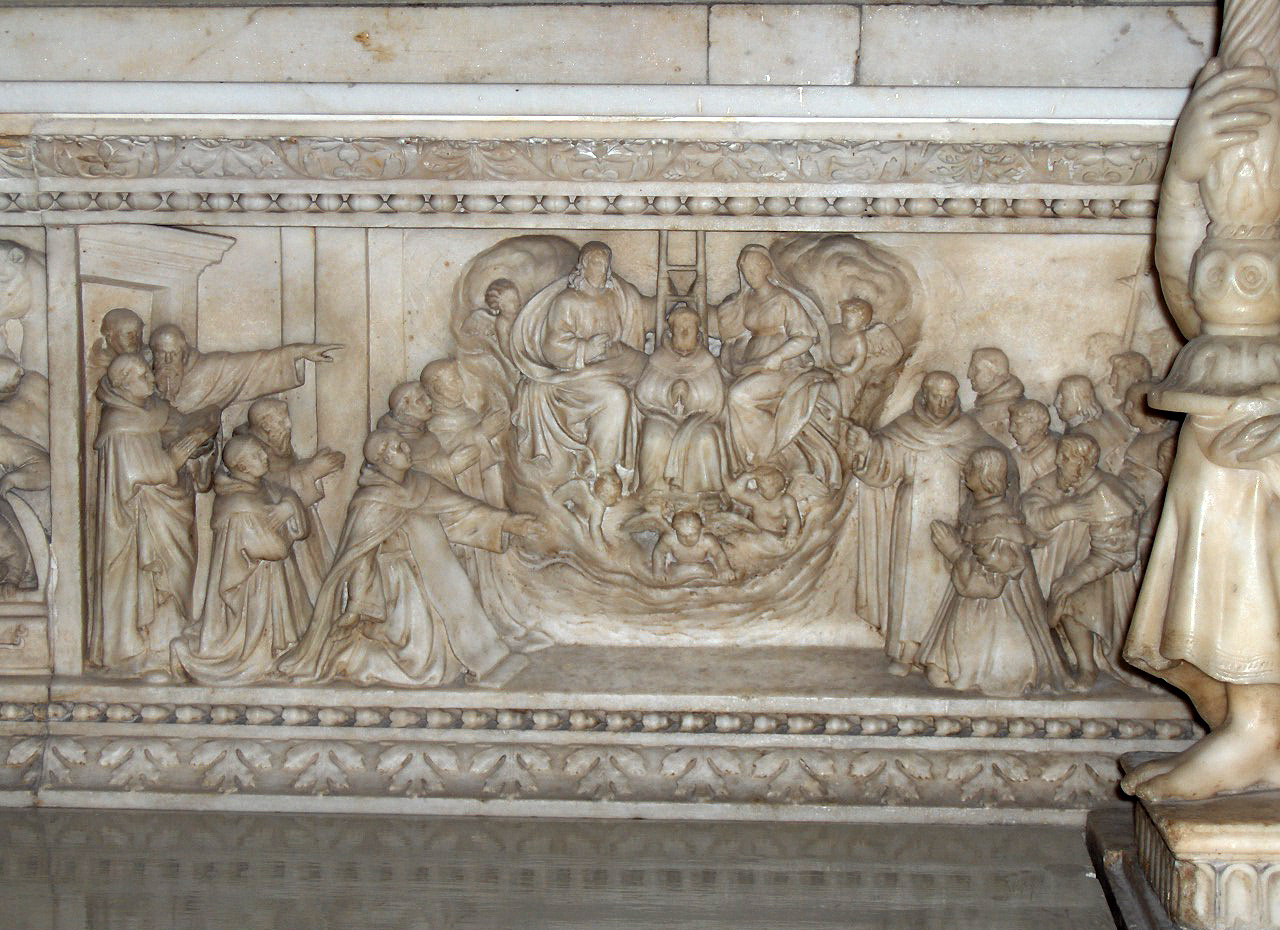
Arca di San Domenico, dettaglio della stele di Alfonso Lombardi: visione di fra' Guala della morte di Domenico

L'anno seguente gli venne affidata, nella basilica di San Domenico, la realizzazione dei bassorilievi per la predella in marmo dell'Arca di San Domenico (Storie della vita del Santo, Adorazione dei Magi), opera di grande prestigio visti gli scultori che prima di lui avevano lavorato alla stessa opera (Nicola Pisano, Michelangelo, Niccolò dell'Arca).
Il cardinale Ippolito de' Medici lo prese sotto la sua protezione e lo condusse a Roma ove eseguì il ritratto di Papa Clemente VII e uno in memoria di suo padre Giuliano de' Medici (opere poi trasferite in Firenze, a Palazzo Vecchio).

Morto il cardinal Ippolito (1535), suo protettore, Alfonso dovette tornare a Bologna ove prematuramente si spense nel 1537.